# フアン・コボ

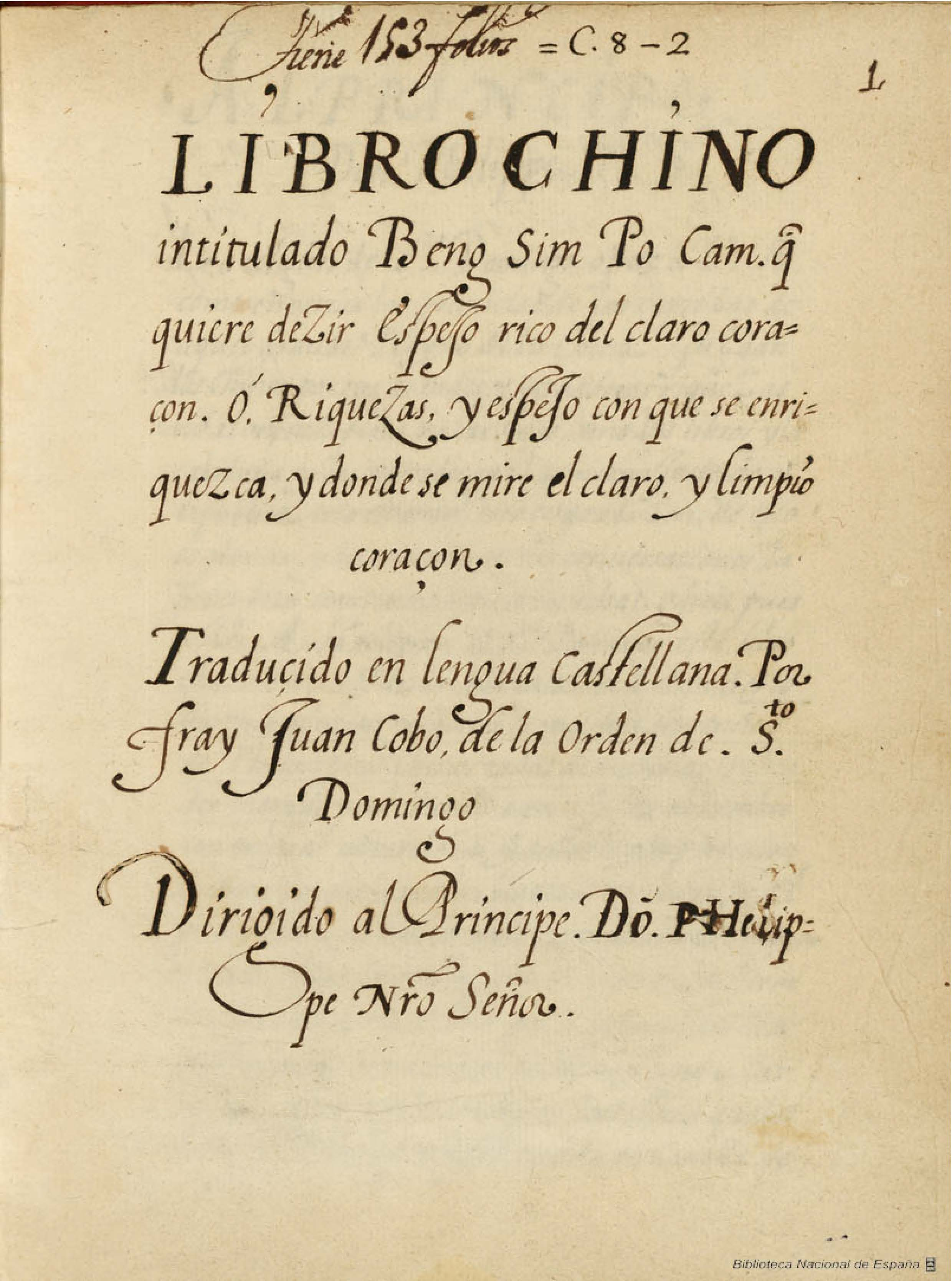
『明心宝鑑』の翻訳

フアン・コボ（Juan Cobo、1546年? - 1592年）は、スペインのドミニコ会修道士、中国学者。フィリピンの中国人居住区で宣教活動を行った。1592年に豊臣秀吉に対する使節として日本を訪れた。中国名は高母羨(Gāomǔ Xiàn、福建語：ko-bó soān)。

## 略歴
コボはコンスエグラに生まれたが、フィリピンに渡る以前の経歴についてはよくわからない。メキシコ経由で1588年にフィリピンに渡り、マニラのパリアン（中国人居住区）の教会で働いた。コボはそこで中国語（福建語）を学び、中国にはいって宣教することを目指していた。
1591年、豊臣秀吉はフィリピンに入貢を要求するため、原田孫七郎をマニラに派遣した。フィリピン総督のゴメス・ペレス・ダスマリニャスはコボをその答使として日本に送った。コボは唐津の名護屋城で秀吉に面会したが、フィリピンに帰る途中、船は遭難して台湾に漂着し、コボを含む一行の大部分は原住民に殺害された。

## 主な著書
コボは『明心宝鑑』(Beng Sim Po Cam)をスペイン語に翻訳した（印刷されず、スペイン国立図書館蔵）。これは知られるかぎり漢籍の最古の西洋近代語訳である。
- Libro chino intitulado Beng Sim Po Cam que quiere decir Espejo rico del claro corazón. (ca. 1590) (Biblioteca Digital Hispánica)

『Doctrina Cristiana en Letra y Lengua China』は1593年にマニラで出版されたキリスト教の入門書の中国語版で、フィリピンで最初に出版された書物のひとつ。著者名は記されていないがコボによると考えられている。
- Doctrina Christiana en letra y lengua china. (1593) (University of Santo Tomas, 後ろから読む)

『実録』（辯正教真伝実録）は1593年にマニラで出版された対話形式のカテキズムで、中国語で書かれたカテキズムとしてはミケーレ・ルッジェーリの『天主実録』についで二番目に古い。単なる宗教的な内容以外に、天文・地理・生物に関する科学的な説明を図解入りで含む。
- 『辯正教真伝実録』民希臘、1593年。 (Biblioteca Digital Hispánica)